# Company of Heroes 2
Company of Heroes 2 is een computerspel uit 2013 ontwikkeld door Relic Entertainment. Het is het vervolg op Company of Heroes en toont in de singleplayer-modus de kant van het Oostfront uit de Tweede Wereldoorlog, met als strijdende machten de Sovjet-Unie en nazi-Duitsland. Daarnaast is er ook een multiplayer variatie mogelijk waar ten hoogste 4 tegen 4 spelers meedoen. 
Dit spel maakt als eerste gebruik van de nieuwe Essence 3.0 Engine.

## Uitbreidingen
Tot nu toe zijn er al twee uitbreidingen uitgekomen. De eerste, Western Front Armies,  voegt de US Forces en Oberkommando West toe aan skirmish mode. De tweede, Ardennes Assault, voegt een volledig nieuwe campagne toe. Inmiddels is ook een derde uitbreiding uitgebracht. Deze heet 'The British Forces' en voegt het Britse leger toe aan de game.